# Museo di stato di San Marino
Il Museo di Stato di San Marino è il museo statale della Repubblica di San Marino.
Si trova presso il Palazzo Pergami Belluzzi, in Piazzetta Titano al numero civico 1 a Città di San Marino.
Il Museo di Stato fa parte del comprensorio dei Musei di Stato sammarinesi, comprendente anche il Museo San Francesco, il Palazzo Pubblico, la Iª Torre (Castello della Guaita), la IIª Torre (Museo delle armi antiche) e la Galleria d'arte moderna e contemporanea.

## Storia
Il Museo di Stato di San Marino si è formato nella seconda metà dell'Ottocento grazie ad una serie di donazioni giunte da ogni parte del mondo, promosse dal conte Luigi Cibrario, ministro di Vittorio Emanuele II.
Il museo fu inaugurato nel 1899 nel Palazzo Valloni, sede della Biblioteca, ma è stato spostato nel Palazzo Pergami Belluzzi e riaperto al pubblico il 18 marzo 2001.
Possiede diversi materiali storici e artistici, alcuni provenienti da San Marino, altri acquistati o donati allo Stato dal 1865 ad oggi.

## Il Museo
Il Museo si divide in quattro piani, ognuno dedicato ad un preciso campo artistico o storico.
- Archeologia Sammarinese (piano terra)
- Arte nella Repubblica (primo piano)
- Arte di donazione (secondo piano)
- Archeologia di donazione e numismatica (piano sottostante)

### Piano Terra
Il piano terra ospita reperti di archeologia della Repubblica di San Marino.
Nelle prime tre sale è possibile ammirare reperti antichi (dal Neolitico al Medioevo) rinvenuti nel territorio sammarinese. Di particolare interesse al riguardo è un gioiello dell'orificeria gota, una borchia con pietre incastonate che rappresenta l'unico elemento del Tesoro di Domagnano ancora presente nella Repubblica di San Marino (gli altri componenti del corredo funerario sono ora sparsi tra alcuni dei più importanti musei del mondo). Nella quarta sala sono esposti elementi architettonici e pittorici provenienti da San Marino e risalenti al Rinascimento.
Tra gli oggetti esposti al piano terra vi sono ex voto bronzei e fittili, monete, pezzi di oreficeria e un polittico rinascimentale datato intorno al 1530 ad opera di Francesco Menzocchi.

### Primo Piano
Nelle sale del primo piano sono esposti:
- Dipinti, ceramiche e suppellettili del periodo tra i secoli XVII - XIX provenienti dal Monastero di Santa Chiara (sala V)
- Dipinti e sculture legati alla storia della Repubblica e al culto dei suoi santi (sale VI, VII e VIII)
- Donazioni artistiche che han dato origine al museo (sala IX)

Tra queste opere si segnalano San Filippo Neri (Guercino, 1656), le opere dei seguaci Matteo Loves e Cesare Gennari e la tela raffigurante San Marino che risolleva la sua Repubblica, opera di Pompeo Batoni datata 1740.
Nella nona sala sono presenti, tra le altre opere, due tavole di Michele Giambono, una tela di Bernardo Strozzi ed alcune sculture del XV e XVI secolo.
Altre opere sono dedicate ai Santi Protettori (Marino ed Agata) mentre sono custoditi anche alcuni oggetti pertinenti al funzionamento delle istituzioni (urne, piatti per le votazioni, ecc.).

### Secondo Piano
Le sale del secondo piano custodiscono icone, cereamiche e dipinti frutto di donazioni e datate tra il Medioevo e il XIX secolo.
Sono esposte alcuni rari smalti di Limoges, alcune icone bizantine, dipinti settecenteschi provenienti dall'America Latina,  opere di scuola toscana ed umbra del Cinquecento e del Seicento ed alcune sculture in legno ed in bronzo.
È presente inoltre una raccolta di maioliche provenienti da fabbriche italiani (come Faenza, Savona o Montelupo), francesi ed olandesi.

### Piano Sottostante
Le sali XII, XIV e XV custodiscono una ricca collezione di materiale preistorico, egizio, greco, etrusco e romano.
Per quanto concerne l'Antico Egitto, sono esposti un nucleo di statuette funebri (usciabti) e di divinità ed una rara collezione di "ampolle di San Mena".
È presente una raccolta di vasi greci, etruschi ed italioti a figure nere e rosse provenienti soprattutto dall'Italia meridionale.
Inoltre sono esposte numerose ceramiche, oggetti votivi, ornamentali ed uso quotidiano (vetri, collane, fibule, ecc.) romani e varie monete antiche.
La XVI sala ospita una collezione di monete e medaglie sammarinesi. Sono presenti preziosi esemplari di monete emesse dal 1864 ad oggi, tra cui alcuni pezzi unici, ed una collezione di medaglie di donazione.